# Rosa Molas y Vallvé

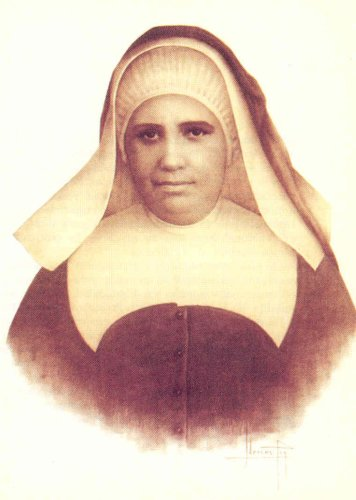
Rosa Molas y Vallvé

Rosa Molas y Vallvé  (* 24. März 1815 in Reus, Spanien; † 11. Juni 1876 in Tortosa) war eine spanische Ordensschwester und Ordensgründerin der Hermanas de Nuestra Señora de la Consolación (dt.: Schwestern Unserer Lieben Frau vom Trost). Der Orden verfügte 2010 über 16 Niederlassungen auf vier Kontinenten.  Rosa Molas y Vallvé wird von der römisch-katholischen Kirche als Heilige verehrt.

## Leben und Werk
Rosa Molas y Vallvé war bereits als Kind an den Werken der Nächstenliebe interessiert, nach dem Tod der Mutter kümmerte sie sich jedoch zunächst um den Haushalt der Familie. Sie schloss sich einer der Krankenpflege gewidmeten Schwesterngemeinschaft in Reus an, verließ diese aber nach Streitigkeiten. Sie gründete im Jahre 1857 in Tortosa mit gleichgesinnten Frauen die Kongregation der „Hermanas de Nuestra Señora de la Consolación“. Besonderes Anliegen der Gemeinschaft sollte die Pflege von Kranken und Kindern sein. Aus der Gemeinschaft entwickelten sich in den Folgejahren zahlreiche Niederlassungen.
Rosa Molas y Vallvé stand schon zu Lebzeiten durch ihr unermüdliches Engagement und ihre tiefe Frömmigkeit im Rufe der Heiligkeit. Ihre Seligsprechung erfolgte am 8. Mai 1977 durch Papst Paul VI., die Heiligsprechung durch Johannes Paul II. am 11. Dezember 1988. Der liturgische Gedenktag der Ordensgründerin ist der 11. Juni.